# Macumoto Jamaga FC
Macumoto Jamaga FC (japonsky 松本山雅FC) je japonský fotbalový klub z města Macumoto hrající v J3 League. Klub byl založen v roce 1965 pod názvem Jamaga SC. V roce 2012 se připojili do J.League, profesionální japonské fotbalové ligy. Svá domácí utkání hraje na stadionu Sunpro Alwin.

## Významní hráči
- Hajuma Tanaka
- Tacuja Sakai
- Daizen Maeda
- Daniel Schmidt
- Musaši Suzuki